# Kosice Open 2003
Il Kosice Open 2003 è stato un torneo di tennis facente parte della categoria ATP Challenger Series nell'ambito dell'ATP Challenger Series 2003. Il torneo si è giocato a Košice in Slovacchia dal 12 al 18 maggio 2003 su campi in terra rossa.

## Vincitori

### Singolare
Martín Vassallo Argüello ha battuto in finale  Hermes Gamonal con il punteggio di 6–3, 6–3

### Doppio
Stephen Huss /  Myles Wakefield hanno battuto in finale  Álex López Morón /  Andrés Schneiter con il punteggio di 6–4, 6–3